# Бела Маки
Бела Маки (на английски: Bella Mackie) е английска журналистка и колумнистка във „Вог“, и писателка на произведения в жанра социална драма, трилър, хумор и документалистика.

## Биография и творчество
Бела Маки, с рождено име Изабела Ръсбриджър, е родена на 28 юли 1983 г. в Лондон, Англия, в семейството на Алън Ръсбриджър, главен редактор на „Гардиън“, и Линдзи Маки. След дипломирането си работи като журналистка в продължение на 12 години за „Гардиън“ достигайки позицията на главен редактор, а после и за „Вайс Нюз“ като заместник главен редактор. По-късно на свободна практика пише два пъти като колумнист за „Вог“, както и за други медии.
През 2018 г. е издадена първата ѝ книга „Джогирайте“, която е посветена на психичното здраве и бягането. Книгата става бестселър № 2. През тя е последвана през 2019 г. от книгата ѝ дневник „Практическо ръководство за ставане и бягане“, с който има за цел да насърчи другите да опитат да тренират повече за ума си, отколкото за тялото си.
През 2021 г. е издаден романът ѝ „Как да убиеш семейството си“. Той е забавна история на жена, способна на ужасни дела, но пък безкрайно духовита и забавна в преследването на своето отмъщение. Крехката, 28-годишна Грейс, след смъртта на майка си, е решена на отмъщение спрямо човека, който я е изоставил още преди да се е родила, а с него и към всичките му ужасни роднини. Трилърът, наситен с черен хумор и неочаквани обрати, бързо става международен бестселър.
През 2018 г. се омъжва за диджея на Би Би Си Радио 1, Грег Джеймс. Бела Маки живее със семейството си в Лондон.

## Произведения

### Самостоятелни романи
- How to Kill Your Family (2021)[1][3]
Как да убиеш семейството си, изд.: „Сиела“, София (2023), прев. Богдан Русев

### Документалистика
- Jog on: How I Got My Life Back on Track (2018)[1][3]
- Jog on Journal: A Practical Guide to Getting Up and Running (2019)